# Estreito de Madura

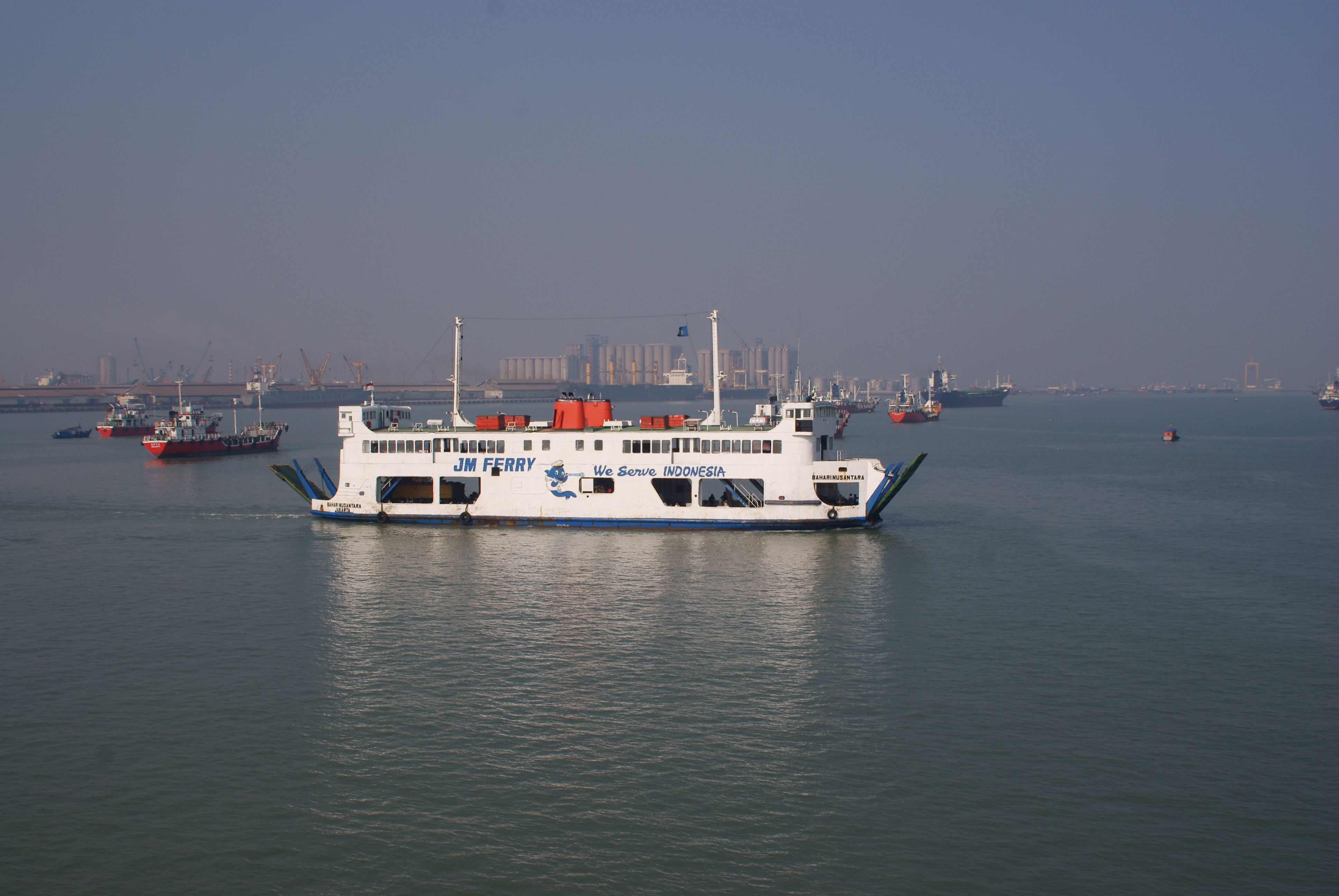
Balsa no estreito de Madura

O Estreito de Madura é uma estreita faixa de água que separa as ilhas indonésias de Java e Madura. Há pequenas ilhas no estreito: Kambing, Giliraja, Genteng e Ketapang.
A Ponte Suramadu, a mais longa da Indonésia, cruza o estreito entre Surabaia, em Java, e Bangkalan, em Madura.